# Clathraria roemeri
Clathraria roemeri is een zachte koraalsoort uit de familie Melithaeidae. De koraalsoort komt uit het geslacht Clathraria. Clathraria roemeri werd in 1908 voor het eerst wetenschappelijk beschreven door Kükenthal. 